# Клос, Дани
Да́ниэль «Дани» Клос А́льварес (исп. Daniel Clos Álvarez, родился 23 октября 1988 в Барселоне) — испанский автогонщик, который примет участие в сезоне 2009 GP2 вместе с Racing Engineering, команда которая выиграла личный зачёт вместе с Джорджо Пантано в 2008.

## Карьера

### Картинг
Клос был довольно успешным в картинге в серии ICA Junior, сначала выиграв Каталонский район испанского чемпионата ICA Junior в 2001, и в итоге он обошёл в чемпионате брата бывшего соперника в Евросерии Формулы-3 Даниэля Кампос-Хулла, Оливера. Успехи продолжились 2002, когда Дани выиграл Copa Campeones Trophy и финишировал десятым в Italian Open Masters, в котором также приняли участие: Нико Хюлькенберг, Себастьен Буэми, Нельсон Панчьятичи, Оливер Окс и двоюродная сестра Наташа Гашнан.
2003 стал его лучшим годом в картинге, победа в престижном Andrea Margutti Trophy дополнилась успехом в MGM Racing Birel где он опередил Мигеля Малину и Жюля Бьянки, и испанском чемпионате ICA Junior, вместе с 6 местом в Italian Open Masters и 11 в европейском чемпионате. В 2004 он перешёл в Формулу-А, но он продолжил участвовать в Формула-Юниор 1600 в Испании. Европейский чемпионат Формулы-А он завершил на 36 месте с одним очком. Также в 2005 он занял 30 место в Margutti Trophy.

### Формула-Юниор 1600 Испания
Клос пересел на одноместные болиды в 2004, перейдя в чемпионат Формула-Юниор 1600. Дани хорошо приспособился к болидам, и закончил чемпионат на четвёртом месте позади Михаэля Херка, Марко Барбу и Артуро Ллобелла, с одной победой и четырьмя подиумами.

### Формула-Рено 2.0
После всего одного сезона в 1600cc он перешёл в чемпионаты уровня Формулы-Рено, Клос пересел за руль двухлитрового болида, и на нём принимал участие в Еврокубке Формулы-Рено за команду Pons Racing и в Итальянской Формуле-Рено за Facondini Racing. Клос провалился в европейском чемпионате и ни разу за весь сезон не финишировал в топ-10. Его лучшим результатом стало 11-е место на одиннадцатой гонке в Донингтон Парке. Он был более успешен в итальянской серии несмотря на пропуск трёх гонок, финишировал шестнадцатым в чемпионате с 28 очками опередив напарника Оливера Кампос-Хулла. Его лучшими финишами стала пара вторых мест, первая на третьей гонке чемпионата в Имоле, вторая на шестой гонке серии в Спа. Клос остался в обеих сериях на второй сезон в 2006.
Клос перешёл в Jenzer Motorsport для участия в обеих сериях в 2006, надеясь что эта команда принесёт больше успеха чем две предыдущие в 2005. Его европейская компания обернулась для него седьмым местом в чемпионате. Он выиграл три гонки, больше смог только чемпион Филипе Альбукерке с четырьмя победами, победы Дани были в виде серии — сначала дубль на Истанбул Парке и победа на первой гонке в Мизано. Первоначально у него был дубль в Мизано, что могло дать ему четыре победы подряд, однако, он был дисквалифицирован за несоответствие диффузора регламенту Еврокубока. В итоге его победа перешла Крису ван дер Дрифту и это стало его единственной победой в 2006.
В итальянском чемпионате у Клоса был устойчивый старт с одним вторым и двумя третьими местами в первых шести гонках, благодаря которым к этапу в Спа Клос был ещё позади лидера чемпионата Адриана Цаугга, который одержал победы во всех первых шести гонках кроме одной где приехал третьим. Однако, оставшаяся часть сезона осталась за Клосом. Он выиграл восемь из оставшихся девяти гонок и выиграл чемпионат опередив Цаугга на 36 очков. Он одержал четыре дубля из побед в Спа, Хоккенхайме, Мизано и Монце, а также финишировал вторым в единственной гонке на трассе Варано.

### Евросерия Формулы-3
После получения чемпионского титула, Дани перешёл в Евросерию Формулы-3 в сезоне 2007, и подписал контракт с командой Signature-Plus. Клос хорошо выступал, но нестабильно и закончил сезон на тринадцатом месте с тринадцатью очками. Его лучшим результатом было четвёртое место на этапе в Барселоне, которая стала печально известной после аварии девяти болидов. Так же он финишировал пятнадцатым в Формула-3 Мастерс, в четырёх секундах от чемпиона Евросерии Ромена Грожана и в 42 секундах позади победителя Хюлькенберга.
Клос остался в серии на сезон 2008, и перешёл в команду Prema Powerteam. В итоге он показал результаты хуже чем в прошлом году, закончив сезон четырнадцатым с 16.5 очками. Он добился лишь шести очковых финишей, два из них на подиуме в По (третий) и вторым на остановленной из-за дождя гонки в Ле-Мане.

### GP2
Он провёл тесты за несколько команд GP2 и одну Мировой Серии Рено, и в итоге Клос подписал контракт с командой Racing Engineering на Сезон 2009 GP2 8 февраля 2009.

### Формула-1
Клос принимал участие в тестах команды Williams, впервые это произошло в сентябре 2008, он проводил тесты на трассе Херес в Испании. Также он поучаствовал в тестах в декабре 2008 на той же трассе.

## Результаты выступлений

### Результаты выступлений в GP2
| Легенда к таблице |                                                                    |
| --- | ------------------------------------------------------------------ |
| В таблице перечислены результаты всех гонок, в которых принимал участие гонщик. Строками таблицы являются сезоны, столбцами — этапы соревнований. В каждой клетке указаны сокращённое название этапа и результат, дополнительно обозначенный цветом. Расшифровка обозначений и цветов представлена в нижеследующей таблице. |                                                                    |
| \| Пример \| Описание \| \| ------------ \| ------------------------------------------------------------------ \| \| 1 \| Победитель \| \| 2 \| Второе место \| \| 3 \| Третье место \| \| 5 \| Финишировал, заработав очки \| \| Сход \| Не финишировал, но при этом заработал очки \| \| 12 \| Финишировал, не получив очков \| \| НКЛ \| Финишировал, но не попал в финальную классификацию \| \| 15 \| Участвовал вне зачёта, либо по отдельной классификации \| \| 18 \| Не финишировал, но попал в финальную классификацию \| \| Сход \| Не финишировал \| \| НКВ \| Не прошёл квалификацию \| \| НПКВ \| Не прошёл предквалификацию \| \| ДСК \| Дисквалифицирован \| \| ИСК \| Исключён из протокола соревнований \| \| ТТ \| Заявлен для участия только в тренировках \| \| НС \| Участвовал в квалификации, но не стартовал в гонке \| \| Т \| Травмирован или болен \| \| ОТК \| Отказ от участия \| \| НТР \| Прибыл на соревнования, но на трассу не выезжал \| \| НПР \| Был заявлен в числе участников, но не прибыл к началу соревнований \| \| О \| Соревнования отменены \| \| \| Не участвовал \| \| Поул-позиция \| \| \| Быстрый круг \| \| |                                                                    |
| Пример | Описание                                                           |
| 1 | Победитель                                                         |
| 2 | Второе место                                                       |
| 3 | Третье место                                                       |
| 5 | Финишировал, заработав очки                                        |
| Сход | Не финишировал, но при этом заработал очки                         |
| 12 | Финишировал, не получив очков                                      |
| НКЛ | Финишировал, но не попал в финальную классификацию                 |
| 15 | Участвовал вне зачёта, либо по отдельной классификации             |
| 18 | Не финишировал, но попал в финальную классификацию                 |
| Сход | Не финишировал                                                     |
| НКВ | Не прошёл квалификацию                                             |
| НПКВ | Не прошёл предквалификацию                                         |
| ДСК | Дисквалифицирован                                                  |
| ИСК | Исключён из протокола соревнований                                 |
| ТТ | Заявлен для участия только в тренировках                           |
| НС | Участвовал в квалификации, но не стартовал в гонке                 |
| Т | Травмирован или болен                                              |
| ОТК | Отказ от участия                                                   |
| НТР | Прибыл на соревнования, но на трассу не выезжал                    |
| НПР | Был заявлен в числе участников, но не прибыл к началу соревнований |
| О | Соревнования отменены                                              |
| | Не участвовал                                                      |
| Поул-позиция |                                                                    |
| Быстрый круг |                                                                    |

| Год  | Команда            | 1          | 2        | 3          | 4          | 5        | 6       | 7        | 8          | 9        | 10      | 11       | 12       | 13    | 14    | 15    | 16    | 17    | 18    | 19    | 20    | ЛЗ | Очки |
| ---- | ------------------ | ---------- | -------- | ---------- | ---------- | -------- | ------- | -------- | ---------- | -------- | ------- | -------- | -------- | ----- | ----- | ----- | ----- | ----- | ----- | ----- | ----- | -- | ---- |
| 2009 | Racing Engineering | ИСП 1 Сход | ИСП 2 19 | МОН 1 Сход | МОН 2 Сход | ТУЦ 1 12 | ТУЦ 2 7 | ВЕЛ 1 13 | ВЕЛ 2 Сход | ГЕР 1 16 | ГЕР 2 8 | ВЕН 1 11 | ВЕН 2 11 | ЕВР 1 | ЕВР 2 | БЕЛ 1 | БЕЛ 2 | ИТА 1 | ИТА 2 | АЛГ 1 | АЛГ 2 | 20 | 0    |